# Киз, Мэдисон
Мэ́дисон Киз (англ. Madison Keys; род. 17 февраля 1995, Рок-Айленд, США) — американская теннисистка. Победительница одного турнира Большого шлема в одиночном разряде (Открытый чемпионат Австралии-2025); финалистка одного турнира Большого шлема в одиночном разряде (Открытый чемпионат США-2017); победительница десяти турниров WTA в одиночном разряде; бывшая пятая ракетка мира в одиночном разряде; победительница United Cup (2023) в составе сборной США.
Победительница парного турнира Orange Bowl (2010); победительница одиночного турнира Orange Bowl (2007, турнир среди 12-летних); бывшая 16-я ракетка мира в юниорском рейтинге ITF (2011).

## Общая информация
Мэдисон — одна из четверых детей Рика и Кристины Кизов; троих её сестёр зовут Сидней, Монтана и Хантер.
Когда уроженке Рок-Айленда было четыре года, родители впервые привели её на теннисный корт и дали поиграть с ракеткой и мячом. С девяти лет Киз занимается в Академии Крис Эверт в Бока-Ратоне.
Лучший удар — подача, любимое покрытие — хард. Самый незабываемый эпизод карьеры: участие в теннисном матче в Коста-Рике, когда рядом произошло землетрясение.

## Спортивная карьера

### Начало карьеры

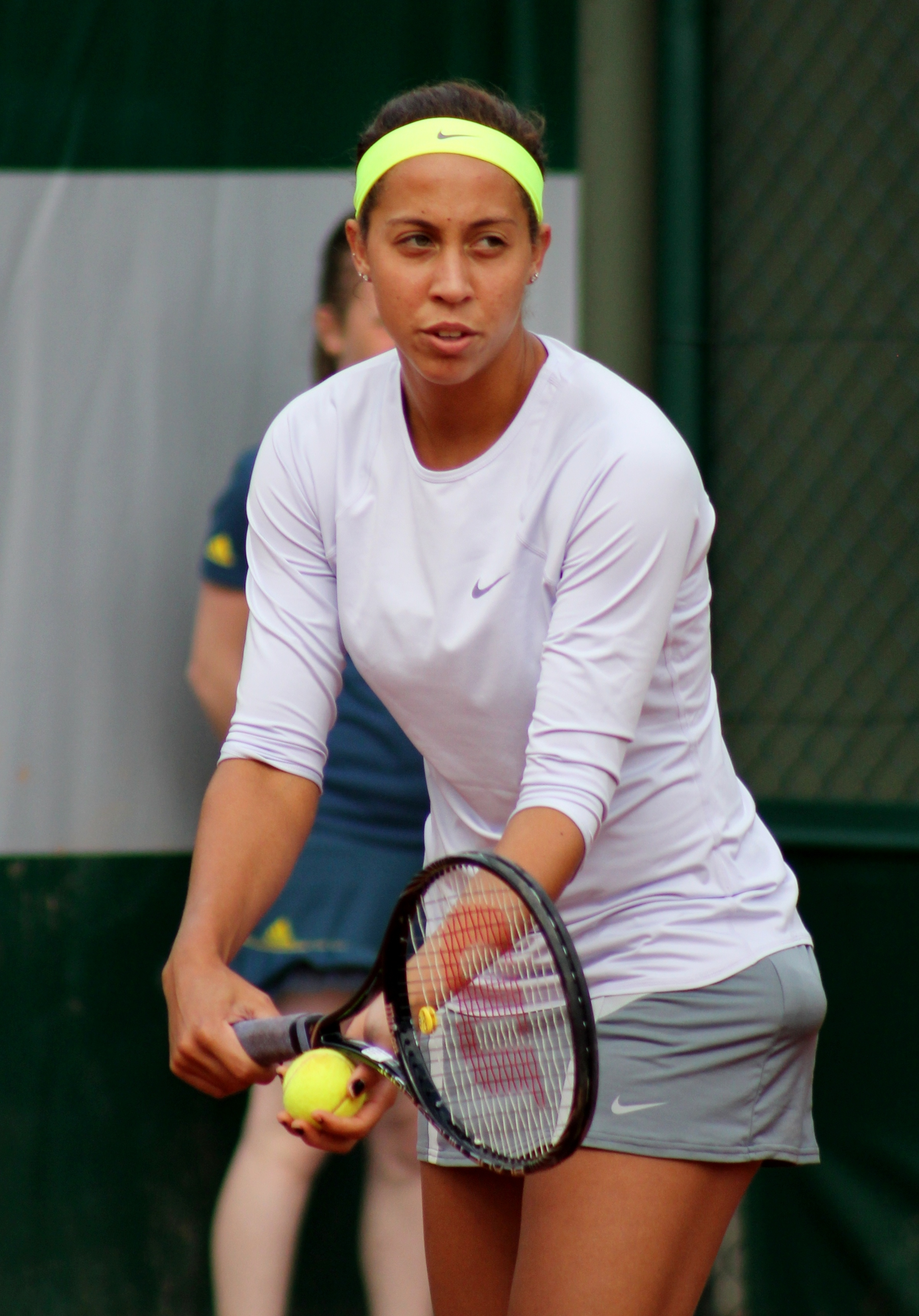
Киз на Открытом чемпионате Франции 2013 года

Первые выступления на профессиональном уровне у Киз пришлись на 2009 год. В апреле того года в возрасте 14 лет, получив уайлд-кард, она дебютировала в WTA-туре, сыграв на турнире в Понте-Ведра-Бич. В первом раунде тех соревнований она смогла обыграть Аллу Кудрявцеву со счётом 7-5, 6-4, а во втором раунде проиграла другой россиянке Надежде Петровой — 3-6, 2-6. в июне 2010 года Мэдисон выиграла первый титул из цикла ITF. В 2011 году она получила приглашение на Открытый чемпионат США, который становится для неё первым взрослым турниром из серии Большого шлема. В первом матче Киз обыграла соотечественницу Джилл Крейбас, а во втором раунде проиграла 27-му номеру посева Луции Шафаржовой. В январе 2012 года американка дебютирует и на Открытом чемпионате Австралии, где в первом раунде проигрывает Чжэн Цзе. В октябре того же года она выиграла 50-тысячник ITF в Канаде, а в ноябре 75-тысячник в Финиксе.
Сезон 2013 года становится для Киз прорывным в карьере. В январе 17-летняя американка вышла в четвертьфинал турнира в Сиднее, начав выступления с квалификации. На Открытом чемпионате Австралии она смогла выйти в третий раунд, где проиграла Анжелике Кербер. Это позволило Мэдисон впервые в карьере войти в топ-100 мирового женского рейтинга. В апреле она выиграла три матча и вышла в 1/4 финала грунтового турнира в Чарлстоне. На дебютном Открытом чемпионате Франции Киз вышла в стадию второго раунда. Перейдя в июне на траву, она смогла достичь четвертьфинала в Бирмингеме, а на дебютном в основных соревнованиях Уимблдонском турнире она прошла в третий раунд, где её останавливает четвёртая ракетка мира Агнешка Радваньская (5-7, 6-4, 3-6). На Открытом чемпионате США Киз уже в первом раунде проиграла Елене Янкович. В октябре она смогла дойти до полуфинала турнира в Осаке. Сезон 2013 года Мэдисон смогла завершить на 37-м месте в одиночном рейтинге.

### 2014—2016 (полуфинал Австралии и попадание в топ-10)

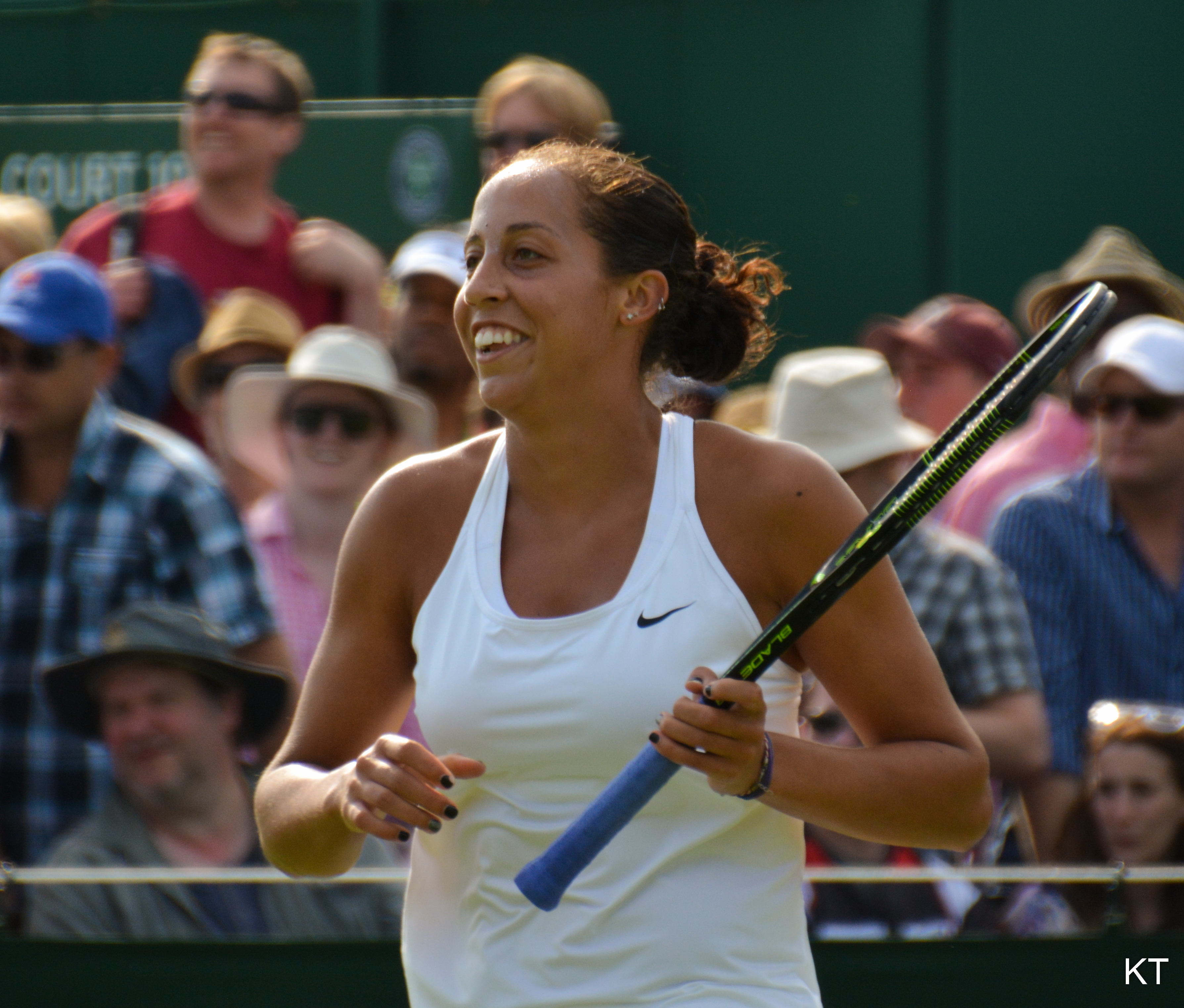
Киз на Уимблдонском турнире 2015 года

В начале сезона 2014 года Киз смогла добраться до полуфинала в Сиднее. Выступления на Открытом чемпионате Австралии она завершает во втором раунде. В феврале она дебютирует за сборную США в розыгрыше Кубка Федерации. Перед Открытым чемпионатом Франции Киз выходит в полуфинал турнира в Страсбурге, но на самом Ролан Гаррос она выбывает уже в первом раунде. В июне ей удаётся завоевать первый титул WTA, победив на турнире в Истборне, где в финале она обыграла Анжелику Кербер — 6-3, 3-6, 7-5. На Уимблдонском турнире результатом Мэдисон становится выход в третий раунд. На открытом чемпионате США она смогла пройти только во второй раунд. В конце сезона она выходит в четвертьфинал турнира в Осаке и заканчивает сезон на 31-м месте рейтинга.
В январе 2015 года Киз отлично выступила на кортах Открытого чемпионата Австралии. По ходу турнира она смогла переиграть Лесю Цуренко, Кейси Деллакква (№ 29 посева), Петру Квитову (№ 4), Мэдисон Бренгл, Винус Уильямс (№ 18) и вышла в полуфинал. В борьбе за выход в финал она проиграла лидеру женского тенниса Серене Уильямс со счётом 6-7(5), 2-6. Выступление в Австралии позволило американке войти в топ-20. В апреле на турнире в Чарлстоне Киз удалось выйти в финал, где она не смогла обыграть Анжелику Кербер. В мае на турнире в Страсбурге она вышла в четвертьфинал, а на Открытом чемпионате Франции её результатом стал третий раунд. На Уимблдонском турнире Киз удалось выйти в четвертьфинал, где она проиграла Агнешке Радваньской. На Открытом чемпионате США в матче третьего раунда Киз смогла взять реванш у польской теннисистки со счётом 6-3, 6-2, а уже в следующем раунде проиграла Серене Уильямс — 3-6, 3-6. По итогам сезона она заняла уже 18-е место в одиночном рейтинге.
На Открытом чемпионате Австралии 2016 года Киз вышла в четвёртый раунд. В марте на турнире серии Премьер в Майами американская теннисистка вышла в четвертьфинал, где проиграла Кербер. В мае на грунтовом «премьере» в Риме она смогла выйти в финал, обыграв Андрею Петкович, Петру Квитову, Тимею Бабош, Барбору Стрыцову и Гарбинью Мугурусу. В решающем матче Мэдисон проиграла Серене Уильямс.
На Открытом чемпионате Франции она смогла выйти в четвёртый раунд, где проиграла Кики Бертенс. В июне Киз удалось выиграть второй в карьере титул на травяном турнире в Бирмингеме. В финале её удаётся обыграть Барбору Стрыцову — 6-3, 6-4. На Уимблдонском турнире в четвёртом раунде Киз проигрывает Симоне Халеп. С румынской теннисисткой она вновь встретилась в финале премьер-турнира в Монреале. Халеп вновь нанесла поражение американке со счётом 6-7(2), 3-6. После своего выступления в Канаде Киз поднялась в топ-10 мирового рейтинга, заняв 9-ю строчку.
В августе она принимает участие в первых для себя Олимпийских играх, проводившихся в Рио-де-Жанейро. Мэдисон осталась в шаге от медалей, дойдя до полуфинала, она проигрывает Анжелике Кербер (3-6, 5-7), а матче за бронзовую медаль не смогла обыграть Петру Квитову (5-7, 6-2, 2-6). На Открытом чемпионате США Киз доходит до четвёртого раунда, где на её пути встала датчанка Каролина Возняцки.
В октябре американская спортсменка смогла достичь 1/4 финала в Ухане и 1/2 финала в Пекине и Линце.
В конце сезона она впервые приняла участие в итоговом турнире WTA, благодаря высокому рейтингу. В своей группе она выиграла у Доминики Цибулковой и проиграла Анжелике Кербер и Симоне Халеп и таким образом не вышла из группы. 2016 год стал самым успешным для Киз по сравнению со всеми предыдущими и она завершила его на 8-м месте рейтинга.

### 2017—2019 (финал в США и ещё два полуфинала на Больших шлемах)
Старт сезона 2017 года Киз была вынуждена пропустить, включая Открытый чемпионат Австралии и впервые в сезоне она сыграла в марте на турнире в Индиан-Уэлсе. К апрелю американка потеряла место в первой десятке рейтинга. Восстановление формы продолжалось до августа, когда Киз смогла выиграть турнир в Станфорде. Киз в полуфинале нанесла поражение № 4 в мире Гарбинье Мугурусе, а в финале обыграла Коко Вандевеге. На Открытом чемпионате США она впервые в карьере сыграла в финале Большого шлема, где в борьбе за престижный трофей проиграла, также дебютантке финала Большого шлема, Слоан Стивенс.
| Стадия  | Соперница (посев)   | Рейтинг | Счёт           |
| 1 раунд | Элизе Мертенс       | 39      | 6-3 7-6(6)     |
| 2 раунд | Татьяна Мария       | 61      | 6-3 6-4        |
| 3 раунд | Елена Веснина (17)  | 18      | 2-6 6-4 6-1    |
| 4 раунд | Элина Свитолина (4) | 4       | 7-6(2) 1-6 6-4 |
| 1/4     | Кайя Канепи (Q)     | 418     | 6-3 6-3        |
| 1/2     | Коко Вандевеге (20) | 22      | 6-1 6-2        |
| Финал   | Слоан Стивенс (PR)  | 83      | 3-6 0-6        |

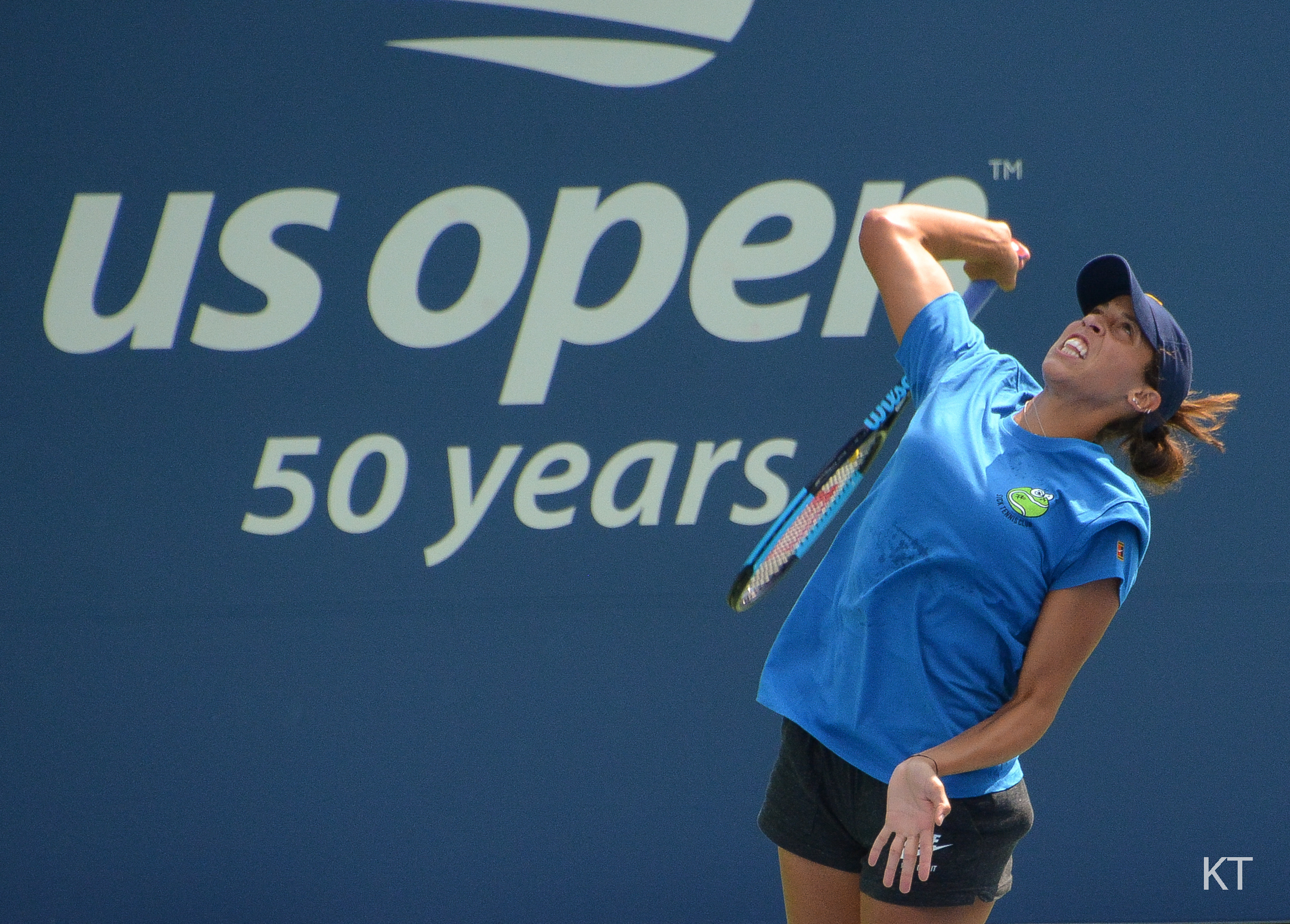
Киз на Открытом чемпионате США 2018 года

Осенью Киз сыграла только один матч и завершила 2017 год на 19-м месте рейтинга.
На Открытом чемпионате Австралии 2018 года Мэдисон Киз вышла в четвертьфинал, где уступила Анжелике Кербер, а в четвёртом раунде обыграла № 8 в мире Каролин Гарсию. В апреле удалось выйти в полуфинал турнира в Чарлстоне. На Открытом чемпионате Франции вышла Киз впервые вышла в полуфинал, где уступила соотечественнице Слоан Стивенс. Этот результат позволил американке вернуться на три недели в топ-10. На Уимблдоне она доиграла до третьего раунда. В августе на турнире в Цинциннати Киз пробилась в четвертьфинал, где проиграла белоруске Арине Соболенко. В третьем раунде она победила № 4 Анжелику Кербер. На Открытом чемпионате США Киз дошла до полуфинала, где проиграла японке Наоми Осака.
На Открытом чемпионате Австралии 2019 года Киз дошла до четвёртого раунда, где уступила украинке Элине Свитолиной. В апреле Мэдисон выиграла четвёртый в карьере титул в Туре — на турнире в Чарлстоне, где в финале обыграла датчанку Каролину Возняцки. На Открытом чемпионате Франции её результатом стал выход в четвертьфинал. В августе Киз выиграла первый в карьере титул серии Премьер 5, взяв его на турнире в Цинциннати, где в финале была переиграна Светлана Кузнецова. После этой победы Киз на три недели вошла в первую десятку рейтинга. На Открытом чемпионате США она проиграла в четвёртом раунде украинке Элине Свитолиной в двух сетах и опустилась на 16-е место рейтинга. Год она завершила в статусе № 13 в мире.

### 2020—2022 (полуфинал в Австралии)
На старте 2020 года Киз смогла выйти в финал турнира в Брисбене, обыграв в полуфинале Петру Квитову. В решающем поединке в трёх сетах она уступила ещё одной спортсменке из Чехии Каролине Плишковой. На Открытом чемпионате Австралии на этот раз она доиграла до третьего раунда, где проиграла Марии Саккари. После перерыва в сезоне Киз также до третьего раунда дошла на Открытом чемпионате США, а на Ролан Гаррос выбыла в первом же раунде.
Австралийский отрезок старта сезона 2021 года Киз пропустила и вернулась на корт в марте. Только в июне она смогла первый раз в сезоне выиграть два матча подряд, пройдя в третий раунд Открытого чемпионата Франции. На турнире в Берлине удалось обыграть № 4 Арину Соболенко и выйти в четвертьфинал. На Уимблдоне её результатом стал четвёртый раунд. На Открытом чемпионате США в первом раунде Киз встретилась с соперницей по финалу 2017 года — Слоан Стивенс и проиграла ей в трёх сетах. По итогам года Киз потеряла место в топ-50.
В 2022 году удалось улучшить результаты. В январе Киз стала победительницей турнира в Аделаиде (первый титул за три года). На Открытом чемпионате Австралии она проявила себя, сумев выйти в полуфинал и обыграв двух теннисисток из топ-10 (Паулу Бадосу и Барбору Крейчикову). В борьбе за финал Киз проиграла лидеру женского тенниса на тот момент — Эшли Барти. В марте на крупном турнире в Индиан-Уэлсе она вышла в четвертьфинал. На Открытом чемпионате Франции её результатом стал выход в четвёртый раунд. В августе в матче третьего раунда в Цинциннати Киз впервые в карьере обыграла действующую первую ракетку мира. На тот момент ею была Ига Свёнтек, которая была обыграна со счётом 6:3, 6:4. После этого она выиграла у Елены Рыбакиной и прошла в полуфинал, а после турнира поднялась в топ-20. На Открытом чемпионате США Киз в третьем раунде уступила Кори Гауфф.

## Итоговое место в рейтинге WTA по годам
| Год  | Одиночный рейтинг | Парный рейтинг |
| 2024 | 21                | 562            |
| 2023 | 12                | 549            |
| 2022 | 11                | 56             |
| 2021 | 56                | 540            |
| 2020 | 16                |                |
| 2019 | 13                |                |
| 2018 | 17                | 479            |
| 2017 | 19                | 465            |
| 2016 | 8                 | 350            |
| 2015 | 18                | 240            |
| 2014 | 31                | 123            |
| 2013 | 37                | 972            |
| 2012 | 149               | 265            |
| 2011 | 315               | 907            |
| 2010 | 483               |                |
| 2009 | 621               |                |

## Выступления на турнирах

### Финалы турниров Большого шлема в одиночном разряде (2)

#### Победа (1)
| №  | Год  | Турнир                       | Покрытие | Соперница в финале | Счёт        |
| 1. | 2025 | Открытый чемпионат Австралии | Хард     | Арина Соболенко    | 6-3 2-6 7-5 |

#### Поражение (1)
| №  | Год  | Турнир                 | Покрытие | Соперница в финале | Счёт    |
| 1. | 2017 | Открытый чемпионат США | Хард     | Слоан Стивенс      | 3-6 0-6 |

### Финалы турнировWTAв одиночном разряде (15)

#### Победы (10)
| Легенда:                                   |
| ------------------------------------------ |
| Турниры Большого шлема (1)*                |
| Олимпиада (0)                              |
| Итоговый турнир WTA (0)                    |
| Premier Mandatory / WTA 1000 Mandatory (0) |
| Premier 5 / WTA 1000 (1)                   |
| Premier / WTA 500 (7)                      |
| International / WTA 250 (1)                |

| Титулы по покрытиям | Титулы по месту проведения матчей турнира |
| ------------------- | ----------------------------------------- |
| Хард (5)*           | Зал (0)                                   |
| Грунт (2)           | Зал (0)                                   |
| Трава (3)           | Открытый воздух (10)                      |
| Ковёр (0)           | Открытый воздух (10)                      |

* количество побед в одиночном разряде.
| №   | Дата            | Турнир                       | Покрытие | Соперница в финале | Счёт        |
| 1.  | 21 июня 2014    | Истборн, Великобритания      | Трава    | Анжелика Кербер    | 6-3 3-6 7-5 |
| 2.  | 19 июня 2016    | Бирмингем, Великобритания    | Трава    | Барбора Стрыцова   | 6-3 6-4     |
| 3.  | 6 августа 2017  | Станфорд, США                | Хард     | Коко Вандевеге     | 7-6(4) 6-4  |
| 4.  | 7 апреля 2019   | Чарлстон, США                | Грунт    | Каролина Возняцки  | 7-6(5) 6-3  |
| 5.  | 18 августа 2019 | Цинциннати, США              | Хард     | Светлана Кузнецова | 7-5 7-6(5)  |
| 6.  | 15 января 2022  | Аделаида (II), Австралия     | Хард     | Алисон Риск        | 6-1 6-2     |
| 7.  | 1 июля 2023     | Истборн, Великобритания (2)  | Трава    | Дарья Касаткина    | 6-2 7-6(13) |
| 8.  | 25 мая 2024     | Страсбург, Франция           | Грунт    | Даниэль Коллинз    | 6-1 6-2     |
| 9.  | 11 января 2025  | Аделаида, Австралия (2)      | Хард     | Джессика Пегула    | 6-3 4-6 6-1 |
| 10. | 25 января 2025  | Открытый чемпионат Австралии | Хард     | Арина Соболенко    | 6-3 2-6 7-5 |

#### Поражения (5)
| №  | Дата            | Турнир                 | Покрытие | Соперница в финале | Счёт        |
| 1. | 12 апреля 2015  | Чарлстон, США          | Грунт    | Анжелика Кербер    | 2-6 6-4 5-7 |
| 2. | 15 мая 2016     | Рим, Италия            | Грунт    | Серена Уильямс     | 6-7(5) 3-6  |
| 3. | 31 июля 2016    | Монреаль, Канада       | Хард     | Симона Халеп       | 6-7(2) 3-6  |
| 4. | 9 сентября 2017 | Открытый чемпионат США | Хард     | Слоан Стивенс      | 3-6 0-6     |
| 5. | 12 января 2020  | Брисбен, Австралия     | Хард     | Каролина Плишкова  | 4-6 6-4 5-7 |

### Финалы турнировITFв одиночном разряде (4)

#### Победы (3)
| Легенда:         |
| ---------------- |
| WTA 125 (0*)     |
| 100.000 USD (0)  |
| 75.000 USD (1)   |
| 50.000 USD (1+1) |
| 25.000 USD (0)   |
| 10.000 USD (1)   |

| Титулы по покрытиям | Титулы по месту проведения матчей турнира |
| ------------------- | ----------------------------------------- |
| Хард (2+1*)         | Зал (1)                                   |
| Грунт (1)           | Зал (1)                                   |
| Трава (0)           | Открытый воздух (2+1)                     |
| Ковёр (0)           | Открытый воздух (2+1)                     |

* количество побед в одиночном разряде + количество побед в парном разряде.
| №  | Дата            | Турнир          | Покрытие   | Соперница в финале | Счёт       |
| 1. | 27 июня 2010    | Кливленд, США   | Грунт      | Пия Суомалайнен    | 6-2 6-4    |
| 2. | 28 октября 2012 | Сагеней, Канада | Хард (зал) | Эжени Бушар        | 6-4 6-2    |
| 3. | 11 ноября 2012  | Финикс, США     | Хард       | Мария Санчес       | 6-3 7-6(1) |

#### Поражения (1)
| №  | Дата            | Турнир              | Покрытие | Соперница в финале | Счёт       |
| 1. | 31 октября 2010 | Баямон, Пуэрто-Рико | Хард     | Лорен Дэвис        | 6-7(5) 4-6 |

### Финалы турнировITFв парном разряде (1)

#### Победы (1)
| №  | Дата         | Турнир     | Покрытие | Партнёрша        | Соперницы в финале  | Счёт            |
| 1. | 15 июля 2012 | Якима, США | Хард     | Саманта Кроуфорд | Сюй Ифань Чжоу Имяо | 6-3 2-6 [12-10] |

### Финалы командных турниров (1)

#### Победы (1)
| №  | Год  | Турнир     | Команда                                     | Соперник в финале                                                                         | Счёт |
| 1. | 2023 | United Cup | США · М. Киз, Дж. Пегула, Ф. Тиафо, Т. Фриц | Италия · М. Берреттини, Л. Бронцетти, А. Вавассори, Л. Музетти, К. Розателло, М. Тревизан | 4—0  |

## История выступлений на турнирах
По состоянию на 28 января 2024 года
Для того, чтобы предотвратить неразбериху и удваивание счета, информация в этой таблице корректируется только по окончании участия там данного игрока.
| Турнир                       | 2010          | 2011          | 2012  | 2013          | 2014          | 2015          | 2016   | 2017          | 2018          | 2019          | 2020          | 2021          | 2022          | 2023          | Итог   | В/П за карьеру |
| ---------------------------- | ------------- | ------------- | ----- | ------------- | ------------- | ------------- | ------ | ------------- | ------------- | ------------- | ------------- | ------------- | ------------- | ------------- | ------ | -------------- |
| Турниры Большого шлема       |               |               |       |               |               |               |        |               |               |               |               |               |               |               |        |                |
| Открытый чемпионат Австралии | -             | -             | 1Р    | 3Р            | 2Р            | 1/2           | 4Р     | -             | 1/4           | 4Р            | 3Р            | -             | 1/2           | 3Р            | 0 / 10 | 27-10          |
| Открытый чемпионат Франции   | -             | -             | -     | 2Р            | 1Р            | 3Р            | 4Р     | 2Р            | 1/2           | 1/4           | 1Р            | 3Р            | 4Р            | 2Р            | 0 / 11 | 22-11          |
| Уимблдонский турнир          | -             | -             | К     | 3Р            | 3Р            | 1/4           | 4Р     | 2Р            | 3Р            | 2Р            | НП            | 4Р            | -             | 1/4           | 0 / 9  | 22-9           |
| Открытый чемпионат США       | К             | 2Р            | К     | 1Р            | 2Р            | 4Р            | 4Р     | Ф             | 1/2           | 4Р            | 3Р            | 1Р            | 3Р            | 1/2           | 0 / 12 | 31-12          |
| Итог                         | 0 / 0         | 0 / 1         | 0 / 1 | 0 / 4         | 0 / 4         | 0 / 4         | 0 / 4  | 0 / 3         | 0 / 4         | 0 / 4         | 0 / 3         | 0 / 3         | 0 / 3         | 0 / 4         | 0 / 42 |                |
| В/П в сезоне                 | 0-0           | 1-1           | 0-1   | 5-4           | 4-4           | 14-4          | 12-4   | 8-3           | 16-4          | 11-4          | 4-3           | 5-3           | 10-3          | 12-4          |        | 102-42         |
| Олимпийские игры             |               |               |       |               |               |               |        |               |               |               |               |               |               |               |        |                |
| Летняя олимпиада             | Не проводился | Не проводился | -     | Не проводился | Не проводился | Не проводился | 1/2    | Не проводился | Не проводился | Не проводился | Не проводился | -             | Не проводился | Не проводился | 0 / 1  | 4-2            |
| Итоговые турниры             |               |               |       |               |               |               |        |               |               |               |               |               |               |               |        |                |
| Итоговый турнир WTA          | -             | -             | -     | -             | -             | -             | Группа | -             | -             | -             | НП            | -             | -             | -             | 0 / 1  | 1-2            |
| Трофей элиты                 | -             | -             | -     | -             | -             | Группа        | -      | -             | 1/2           | Группа        | Не проводился | Не проводился | Не проводился | Группа        | 0 / 4  | 3-5            |

К — проигрыш в квалификационном турнире.

## Рекорды
- В 2009 году Мэдисон поставила один несколько возрастных рекордов престижного американского командного турнира World TeamTennis: в 14 лет она не просто убедила своей игрой капитана команды Philadelphia Freedoms поставить её на один из матчей лиги, но и смогла более чем уверенно обыграть в одной из доверенных ей встреч многоопытную соотечественницу Серену Уильямс, бывшую в то время одним из лидеров одиночного рейтинга WTA.[5]